# Preston Brown
Preston Brown (Cincinnati, 27 ottobre 1992) è un giocatore di football americano statunitense che gioca nel ruolo di linebacker per i Cincinnati Bengals della National Football League (NFL). Fu scelto nel corso del terzo giro (73º assoluto) del Draft NFL 2014. Al college ha giocato a football all'Università di Louisville

## Carriera professionistica

### Buffalo Bills
Brown fu scelto dai Buffalo Bills nel corso del terzo giro del Draft 2014. Debuttò come professionista partendo come titolare nella vittoria a sorpresa in casa dei Chicago Bears ai supplementari mettendo a segno 7 tackle. La settimana seguente guidò la sua squadra con altri 13 tackle, contribuendo alla vittoria sui Miami Dolphins. Nel decimo turno mise a segno il primo intercetto in carriera ai del quarterback dei Jets Geno Smith. La sua prima annata si chiuse al secondo posto tra i rookie con 109 tackle, disputando tutte le 16 partite, di cui 14 come titolare.
Nel terzo turno della stagione 2015, Browns intercettò due volte Ryan Tannehill dei Dolphins nel primo tempo, venendo premiato come miglior difensore della AFC della settimana.
Nel 2017 Brown fu leader della NFL in tackle con 144 (alla pari con Blake Martinez dei Green Bay Packers e di Joe Schobert dei Cleveland Browns).

### Cincinnati Bengals
Nel 2018 Browns firmò un contratto di un anno del valore di 4 milioni di dollari con i Cincinnati Bengals.

## Palmarès
- Difensore della AFC della settimana: 1

3ª del 2015